# Saint-Germain-Chassenay
Saint-Germain-Chassenay – miejscowość i gmina we Francji, w regionie Burgundia-Franche-Comté, w departamencie Nièvre.
Według danych na rok 1990 gminę zamieszkiwały 373 osoby, a gęstość zaludnienia wynosiła 16 osób/km² (wśród 2044 gmin Burgundii Saint-Germain-Chassenay plasuje się na 551. miejscu pod względem liczby ludności, natomiast pod względem powierzchni na miejscu 334.).